# Medusa (Cameron Whitcomb)
Medusa is een nummer van de Canadese singer-songwriter Cameron Whitcomb uit 2025.
"Medusa" gaat over verslaving. Whitcomb zei over het nummer: "Toen ik in eerste instantie over het nummer begon te praten, ging het over een aantal van mijn worstelingen met verslaving en hoe fucked up dat kan worden. Er is een punt waarop je een paar dagen in een hotel hebt gezeten en je bent zo ver van de realiteit verwijderd dat niets er meer toe doet. Dat heeft een vreemde aantrekkingskracht. Er is een vreemd iets waar ik verliefd op werd. Je hebt er altijd spijt van en je voelt je de weken of dagen erna altijd zo ziek. Maar het is alsof je het doet terwijl je de gevolgen kent". De plaat was in Whitcombs thuisland Canada niet heel succesvol, daar bereikte het de 63e positie. In het Nederlandse taalgebied werd het nummer Alarmschijf bij Qmusic daarentegen wel een (bescheiden) hit; met een 23e positie in de Nederlandse Top 40, en een 19e positie in de Vlaamse Ultratop 50.

## Tracklijst
Muziekdownload
1. "Medusa" - 2:37